# Ruth Crawford Seeger
Ruth Crawford Seeger, de soltera Ruth Porter Crawford, (East Liverpool, Ohio, 3 de julio de 1901- Chevy Chase, Maryland, 18 de noviembre de 1953) fue una compositora y etnomusicóloga estadounidense.

## Trayectoria
Hija de un ministro metodista intinerante, Ruth Crawford se crio y estudió en Florida hasta que se trasladó al Conservatorio de Chicago, donde estudió composición y teoría musical con Adolf Weidig, quien le animó a dar a conocer sus primeros Preludios para piano, de 1924, en los que ya se manifiesta su estilo "ultramoderno", como en la Sonata para violín y piano, de 1926.
Reconocida especialista en la música folclórica y popular norteamericana, colaboró con Alan Lomax en dos importantes antologías durante la década de 1940 (Our Singing Country, 1941, y Folk Song: USA, 1947) y editó otras en solitario hasta su muerte. Antes de esto se dedicó principalmente a la composición.
Participó activamente en la difusión de la música contemporánea y fue un de los fundadores de la Sociedad Internacional por la Música Contemporánea. Una beca concedida por la fundación Gugenheim, en 1930, le permitió pasar una fructífera temporada en Europa, donde entró en contacto con los compositores más relevantes de la época, tales como Bela Bartók, Arnold Schönberg o Alban Berg, y además consiguió que su propia música fuera conocida fuera de América.
Su actividad creativa puede dividirse en dos etapas: de 1924 a 1929, en la que, influida por la obra de Aleksandr Skriabin, experimentó con la atonalidad y los ritmos irregulares, y de 1930 a 1933, en que participó de la música serial. Su obra más difundida, en una producción muy corta, es el Cuarteto de cuerda, de 1931, en el que "ordenaciones de altura, ritmo, duraciones y dinámica anticipan la música vanguardista de la posguerra mundial".
En 1932 Ruth Crawford contrajo matrimonio con el compositor, musicólogo y teórico Charles Seeger, cuyas ideas musicales influyeron tanto en sus composiciones como en su posterior dedicación exclusiva al folklore. El matrimonio tuvo cuatro hijos, dos de ellos, Peggy y Mike Seeger, dedicados también a la música folk. Charles Seeger aportó a la unión el hijo de su primer matrimonio, entonces de trece años de edad, que más tarde sería el famoso cantante y músico Pete Seeger.
Desde 1933, Crawford-Seeger abandonó prácticamente la composición, con la sola excepción de Rissolty Rossolty, una autodenominada "fantasía americana para orquesta", basada en melodías populares y compuesta para un programa educativo de la radio CBS. Sin embargo, en la década de los cincuenta pareció recobrar el interés por componer de nuevo de acuerdo con su formación vanguardista, completando en 1952 una Suite para quinteto de viento; pero el cáncer acabó con ella al año siguiente. En opinión de Alex Ross, que la considera "una de las pocas grandes compositoras de la primera parte del siglo XX",

Esta mujer concienzuda y propensa a infravalorarse acabaría escribiendo algunas de las piezas musicales más increíblemente complejas de su tiempo